# ترانزیستور اثر میدان

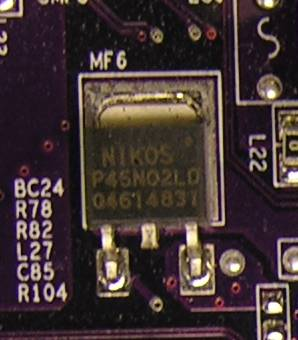
ترانزیستور

ترانزیستور اثر میدان یا فِت، دسته‌ای از ترانزیستورها هستند که مبنای کار کنترل جریان، در آن‌ها توسط یک میدان الکتریکی صورت می‌گیرد. با توجه به این‌که در این ترانزیستورها تنها یک نوع حامل بار (الکترون آزاد یا حفره) در ایجاد جریان الکتریکی دخالت دارند، می‌توان آن‌ها را جزو ترانزیستورهای تک‌قطبی محسوب کرد که در مقابل ترانزیستورهای دوقطبی (که حامل‌های اکثریت و اقلیت هم‌زمان در آن‌ها نقش دارند) قرار می‌گیرند.
ترانزیستورهای اثر میدان دارای سه پایهٔ سورس، درین و گیت هستند. این دسته از ترانزیستورها خود به دو گروه ماسفت و جی‌فت تقسیم می‌شوند. در این نوع ترانزیستورها، برخلاف ترانزیستورهای دوقطبی پیوندی که کنترل جریان امیتر و کلکتور با جریان ورودی به بیس صورت می‌گیرد، کنترل جریان سورس و درین با اعمال ولتاژ به گیت صورت می‌گیرد.

## کاربردها
کاربرد اصلی این ترانزیستورهای در مدارهای مجمتع به‌ویژه تراشه‌های دیجیتال است. در بیشتر این تراشه‌ها هزاران ماسفت استفاده شده‌است که نه تنها به عنوان عنصر فعال بلکه به عنوان مقاومت و خازن نیز به کار می‌روند. هرچند مدارهای ساخته‌شده با ماسفت نسبت به مدارهای ساخته‌شده با بی‌جی‌تی ها پیچیده‌تر هستند و سرعت کمتری دارند، اما هزینهٔ کمتری نیز دارند و فضای کمتری اشغال می‌کنند و بنابراین در فناوری‌های یکپارچه‌سازی کلان‌مقیاس (VLSI) کاربرد گسترده‌ای دارند و در فرایندهای کنترل صنعتی، ابزارهای الکترونیک خودکار، الکترونیک نوری، مدارهای سوئیچینگ تلفنی و… نقش مهمی ایفا می‌کنند. جی‌فت‌ها همچنین به علت مقاومت ورودی زیاد و اغتشاش کم در الکترونیک خطی (غیر دیجیتال) اهمیت ویژه‌ای دارند. از ترانزیستورهای اثر میدان در مدارهای کاربردی‌ای نظیر تقویت‌کننده‌ها، کلیدها، منابع جریان، بار فعال و… استفاده می‌شود.
فت‌ها در ساخت فرستنده باند اف‌ام رادیو نیز کاربرد فراوانی دارند.

## پایانه‌ها

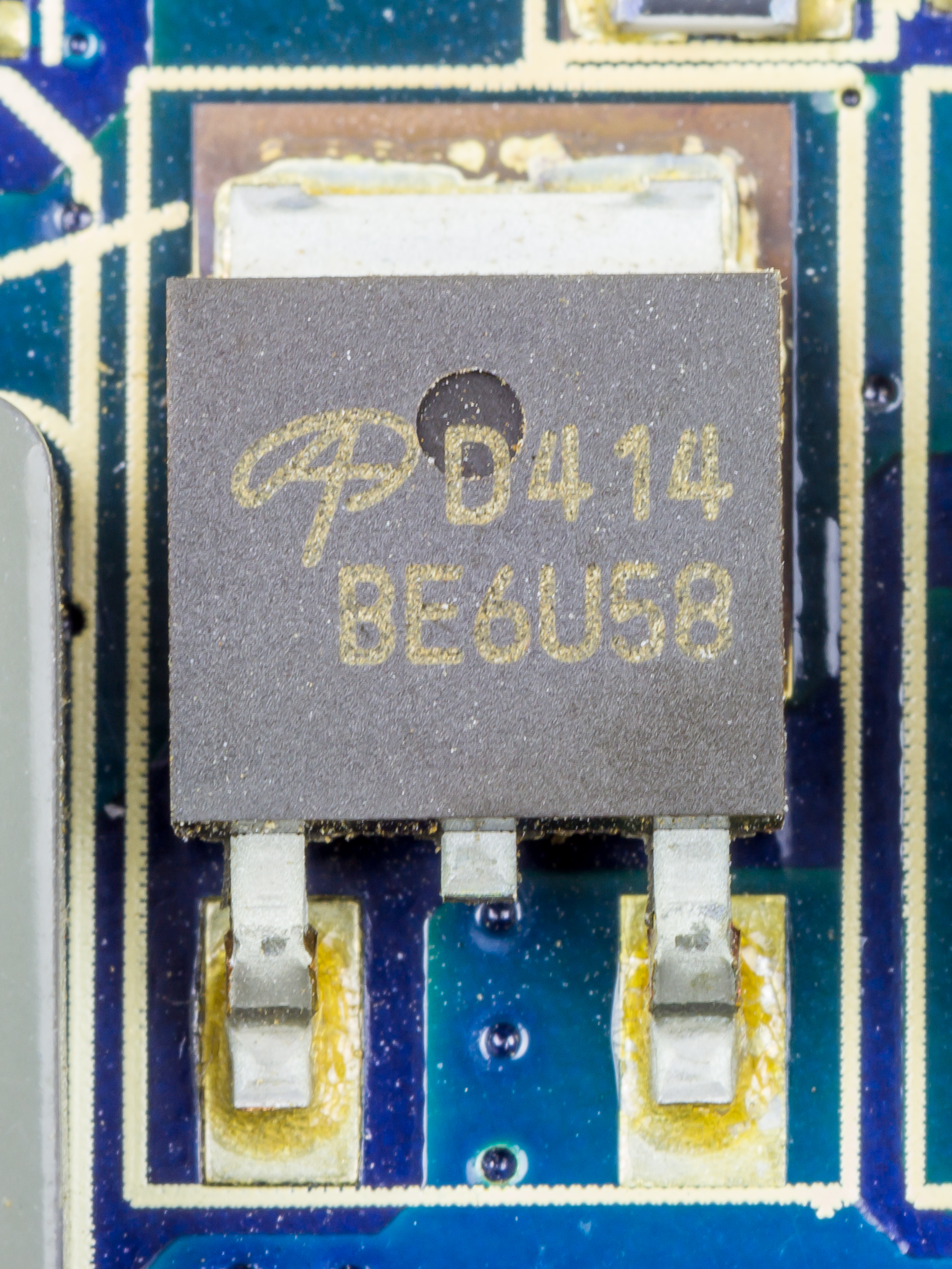
ترانزیستور اثر میدان

فت (FET) دارای سه‌پایه با نام‌های درِین D - سورس S و گیت G است که پایه گیت، جریان عبوری از درین به سورس را کنترل می‌نماید. فت‌ها دارای دو نوع N کانال و P کانال هستند. در فت نوع N کانال زمانی که گیت نسبت به سورس مثبت باشد جریان از درین به سورس عبور می‌کند. FETها معمولاً بسیار حساس بوده و حتی با الکتریسیته ساکن بدن نیز تحریک می‌گردند. به همین دلیل نسبت به نویز بسیار حساس هستند.
برای تست کردن فت کانال N با مالتی متر، نخست پایه گیت را پیدا می‌کنیم؛ یعنی پایه‌ای که نسبت به دوپایه دیگر در یک جهت مقداری رسانایی دارد و در جهت دیگر مقاومت آن بی‌نهایت است. معمولاً مقاومت بین پایه درین و گیت از مقاومت پایه درین و سورس بیشتر است که از این طریق می‌توان پایه درین را از سورس تشخیص داد.

## اهمیت و ویژگی‌های ترانزیستورهای اثر میدان
در مقایسه با ترانزیستورهای پیوندی، ترانزیستورهای اثر میدان را می‌توان یک وسیلهٔ حساس به ولتاژ دانست که امپدانس ورودی آن بسیار زیاد (در حدود ۱۰۱۴ اهم) و امپدانس خروجی‌اش نیز به‌نسبت زیاد است. ماسفت‌ها در مقایسه با بی‌جی‌تی ها بسیار کوچکند به‌طوری‌که تنها ۱۰ تا ۲۰ درصد از فضای اشغال‌شده توسط آن‌ها را اشغال می‌کنند. بنابراین در یک تراشه تعدادی زیادی ماسفت را می‌توان جای داد و به همین خاطر است که ماسفت‌ها کاربرد گسترده‌ای در یکپارچه‌سازی بزرگ‌مقیاس دارند. تفاوت دیگر ماسفت‌ها با ترانزیستورهای پیوندی در این است که ماسفت‌ها در بازه‌ای از گسترهٔ عملکردشان مانند یک مقاومت کنترل‌شده با ولتاژ عمل می‌کنند و نسبت به آی‌سی‌های مقاومتی مشابه جای کمتری در تراشه‌ها می‌گیرند. ویژگی سوم ماسفت‌ها مقاومت بسیار زیاد ورودی‌شان است. این ویژگی بدین معنا خواهد بود که ثابت زمانی مدار ورودی به قدری بالا است که اجازه می‌دهد بار الکتریکی ذخیره‌شده در خازن کوچک ورودی برای مدت طولانی باقی بماند و بتوان از آن به عنوان یک ابزار ذخیره‌سازی در مدارهای دیجیتال استفاده کرد. ویژگی چهارم ماسفت‌ها قابلیتشان در مصارف توان‌بالا است که می‌توانند جریان‌های زیاد را در چند نانوثانیه کلیدزنی کنند. این مدت نسبت به آنچه در بی‌جی‌تی‌ها امکان‌پذیر است بسیار سریع‌تر است. ویژگی چهارم امکان استفاده از ماسفت‌ها را در مدارهای فرکانس‌بالایِ توان‌بالا ممکن می‌سازد. مزیت دیگر ماسفت‌ها در مدارهای دیجیتال این است که توان مصرفی آن‌ها در حالت خاموش تقریباً صفر است.